# Anni Steuer
Anni Steuer (épouse Ludewig ; 1913-1995) est une athlète allemande. Spécialiste du 80 mètres haies, elle remporta en 1936 une médaille d'argent aux Jeux olympiques de Berlin.

## Biographie
Anni Steuer naît le 12 février 1913 à Metz, alors ville allemande d'Alsace-Lorraine. 
Favorite de la course, Anni Steuer a gagné la médaille d’argent au 80 m haies lors des Jeux olympiques de Berlin en 1936. Les coureuses de cette course ont dû être départagées par la photo finish, les quatre premières ayant réalisé le même temps : 11,7 secondes. Les juges mirent 30 minutes à départager les concurrentes, avant de déclarer l’Italienne Trebisonda Valla vainqueur pour 61 millièmes.
De 1959 à sa mort dans les années 1990, Anni Steuer a vécu à Mülheim, en Allemagne.

## Sources
- (en) Profil olympique d’Anni Steuer sur sports-reference.com (archivé)
- un article de Time sur Anni Steuer